# توماس جينينغز بيلي
توماس جينينغز بيلي (بالإنجليزية: Thomas Jennings Bailey)‏ هو قاضي ومحامي أمريكي، ولد في 6 يونيو 1867 في ناشفيل في الولايات المتحدة، وتوفي في 9 يناير 1963 في واشنطن العاصمة في الولايات المتحدة.